# Friedhöfe Friedenstraße / Landsberger Allee
Die Friedhöfe in der Friedenstraße dreier evangelischer Kirchengemeinden in Berlin befinden sich im Ortsteil Friedrichshain (Bezirk Friedrichshain-Kreuzberg). Die Begräbnisstätten wurden im 19. Jahrhundert angelegt. Zahlreiche verdiente Bürger der Stadt fanden hier ihre letzte Ruhestätte. Die gesamte parkähnliche Anlage bildet ein Gartendenkmal, die beiden Friedhofskapellen und einige Grabanlagen sind gelistete Kulturdenkmale.

## Geschichte der Friedhöfe
Die heutigen drei Friedhöfe sind ein Rest der ursprünglich vier vor der damaligen Akzisemauer angelegten Kirchhöfe. Sie entstanden infolge des schnellen Bevölkerungswachstums von Berlin und der damit steigenden Beerdigungen, für die die kleinen Flächen rund um die Pfarrkirchen nicht mehr ausreichten. Auf Weisung von Friedrich Wilhelm I. waren ab 1717 neue Bestattungsanlagen außerhalb von Berlin anzulegen, die Flächen waren so auszuwählen, dass das Grundwasser tief genug lag. Die Suche nach geeigneten Gebieten und der Widerstand alteingesessener Familien, die ihre Erbbegräbnisse damit aufgeben mussten, verzögerte die Umsetzung um mehr als hundert Jahre. Die neuen Friedhöfe entstanden als Gemeinschaftsanlagen der Georgen- und Parochial-Gemeinden sowie der St.-Petri-Gemeinde (Namenszusatz der Lage in der Luisenstadt). Sie wurden auf vier nebeneinander gereihte rechteckige Flächen verteilt. Der nordwestlichste war der Armenfriedhof, auf dem alle Personen bestattet wurden, für die die Stadt Berlin oder die Kirchengemeinde die Kosten übernehmen mussten. Er wurde 1881 geschlossen, Teile der Fläche kamen danach zum Garten der Auferstehungskirche. Durch weitere spätere Verkleinerungen und die Schaffung einer Zugangsmöglichkeit von der Landsberger Allee aus beträgt die Friedhofsfläche nur noch etwas mehr als 13 Hektar (Jahr 2012).

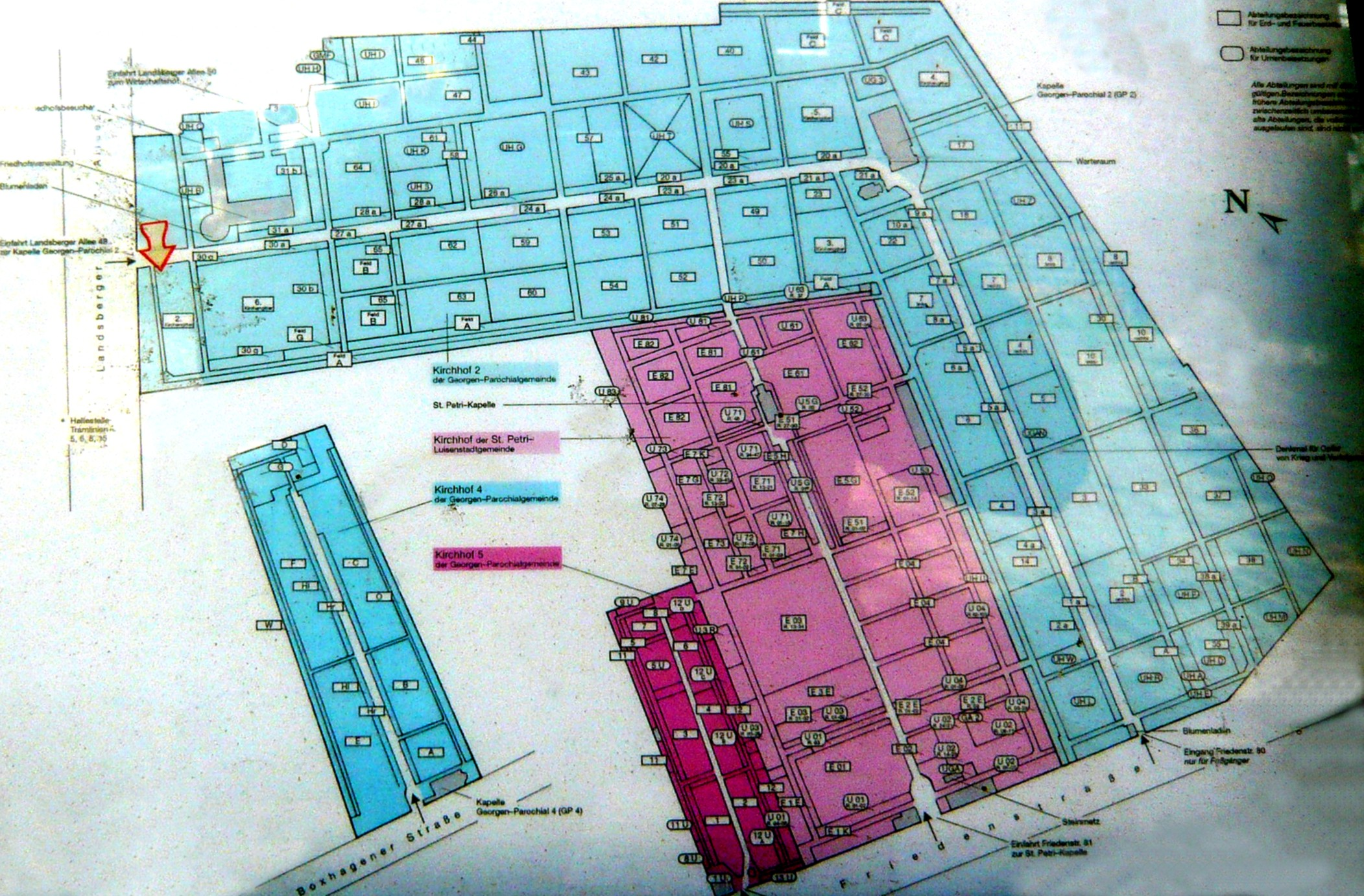
Übersichtsplan der Friedhofsanlagen;
nicht genordet

Die Georgen- und Parochial-Gemeinden haben im 19. Jahrhundert außer den beiden hier beschriebenen Begräbnisanlagen die Friedhöfe I (Greifswalder Straße im Ortsteil Berlin-Prenzlauer Berg, 1814 eröffnet), III (in der Roelckestraße, Ortsteil Berlin-Weißensee, 1878 eröffnet) und IV (in der Boxhagener Straße, Ortsteil Berlin-Friedrichshain, ebenfalls 1867 eröffnet) eingerichtet. Alle sind noch in Funktion.

## Die einzelnen Begräbnisanlagen

### Georgen-Parochial-Friedhof V
Er hat seinen unmittelbaren Zugang von der Friedenstraße 82. Einige Teile wurden in den späten 1980er Jahren stillgelegt und ihre Fläche für die Anlage eines Sportplatzes und den Bau von Kindereinrichtungen verwendet. In den 1990er Jahren entstanden auf einem weiteren ehemaligen Areal dieses Friedhofs Wohnhäuser entlang der Diestelmeyerstraße. Der verbliebene Teil ist ca. 165 Meter lang und 45 Meter breit und ist der flächenmäßig kleinste der erhaltenen Friedhöfe. An seiner Nordost- und Südwand sind einige Wandgrabmale im Stil der Neorenaissance vorhanden, darunter für Heinrich Ludwig Lobeck (Begründer der Berlinischen Lebensversicherungsgesellschaft) und Julius Carl Friedrich Namslau (1842–1912; Stadtrat in Berlin). Eine Fläche unmittelbar an der Nordwestbegrenzung ist inzwischen auch stillgelegt, ihre Grabstätten sind teilweise bereits beräumt worden.

### St. Petri-Luisenstadt-Kirchhof

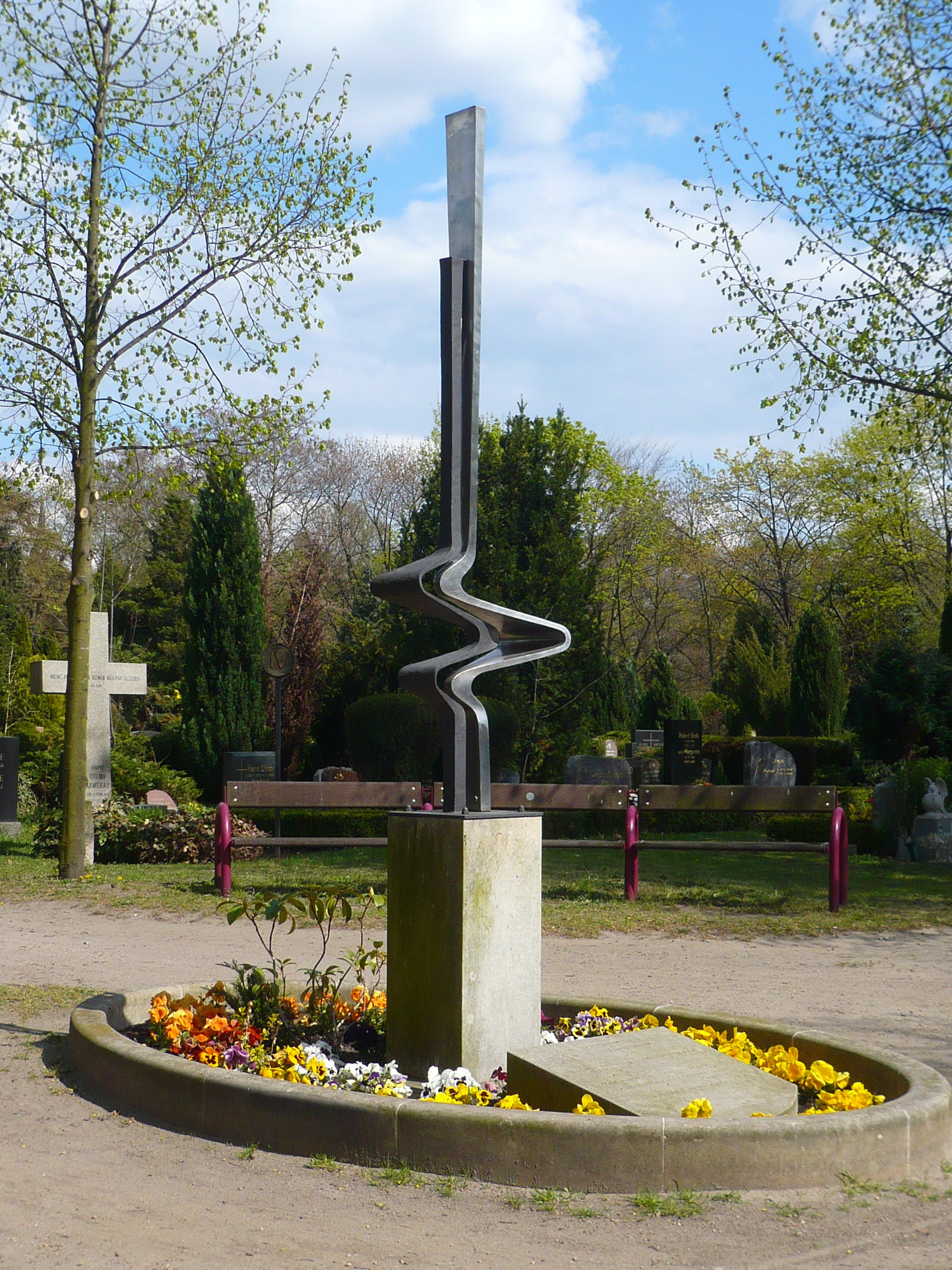
Grabstätte der Familie Kraatz mit Stahlplastik von Achim Kühn

Nach Südosten schließt sich dem Georgen-Parochial-Friedhof V der Begräbnisplatz der St.-Petri-Luisenstadt-Gemeinde an. Er hat seinen Haupteingang in der Friedenstraße 81. Etwa zehn Meter nördlich dieses Eingangs befindet sich im Kreuzungsbereich zweier Wege das Grabmal für das Ehepaar Kraatz. Die geschmiedete Metallplastik (Die Ehe bzw. Frau und Mann) wurde vom Bildhauer Achim Kühn für die Grabstätte des Arztes Helmut Kraatz auf dem Georgen-Parochial-Friedhof II im Auftrag von Freunden und Schülern im Jahr 1982 angefertigt. Erst nachdem das Metallkunstwerk beschädigt worden war und man es anschließend repariert hatte, stellte die Friedhofsverwaltung das komplette Grabmal in den späten 1990er Jahren hier anstelle eines früheren Brunnens auf. Am Ende dieses mittleren Hauptganges erhebt sich die im neuklassizistischen Stil errichtete Friedhofskapelle dieser Gemeinde (St. Petri-Kapelle), deren Baupläne der Stadtbaumeister Walter Koeppen lieferte und die 1911 eingeweiht wurde. Auf einer Rasenfläche östlich dieser Kapelle wurde ein Carillon mit einer großen Bronzeglocke aufgestellt.
An der Südwand entlang der Friedenstraße, an der Westwand und an der Nordwestwand dieser Friedhofsanlage sind ebenfalls Familienbegräbnisse, Gruften und Wandgrabmale aufgereiht. Hervorzuheben sind hier die Stätten von Wilhelm Ferdinand Ermeler und seiner Frau, von Ernst Hillig (Mitbesitzer der Brauerei Pfefferberg; 1891 gestorben, dargestellt durch eine überlebensgroße sitzende Marmorfigur mit dem Brauerstern, dem Zunftzeichen der Brauer), von Hermann von der Goltz, Propst in der St.-Petri-Gemeinde. Auch weniger bekannte Familien ließen hier an der Mauer ihre Familien-Grabmale errichten, von denen das der Familie Bause in Pyramidenform besonders auffällt (im 21. Jahrhundert restauriert). In der Literatur und auf der Homepage dieses Friedhofs werden weitere Sehenswürdigkeiten wie eine frei stehende Marmorfigur einer knienden Trauernden und eine Bronzestele aus dem Jahr 1925 (Künstler Reinhold Boeltzig) sowie Grabstellen bekannter Persönlichkeiten genannt: Perry Friedman, Folksänger; Daniel Amadeus Neander, Bischof von Berlin; Franz Felix Adalbert Kuhn, Indogermanist und Direktor des Köllnischen Gymnasiums; Joachim Heinrich Wilhelm Wagener, Bankier. Die Grabkapelle des Kaufmanns Adolf Roesicke (1817–1886), Käufer und langjähriger Betreiber der Schultheiss-Brauerei, entstand nach Entwurf von Franz Schwechten im neoklassizistischen Stil und war 1887 fertiggestellt.
Die Friedhofskapelle, das Mausoleum der Familie Roesicke, das Grabmal Kraatz sowie 14 weitere Grabmale stehen unter Denkmalschutz.

### Georgen-Parochial-Friedhof II

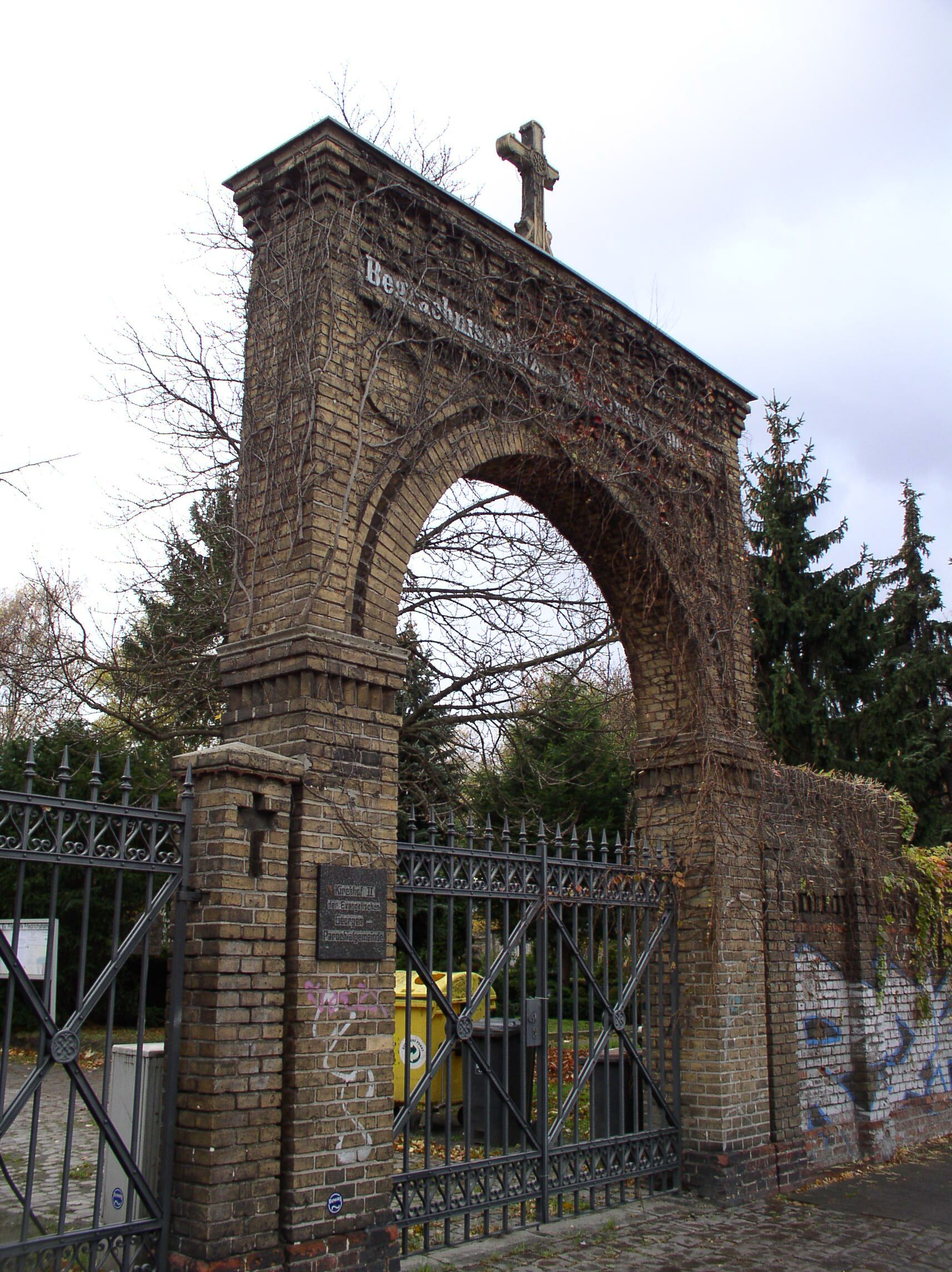
Haupteingang an der Landsberger Allee

Dieser Friedhofsbereich ist flächenmäßig der größte und hat seinen Hauptzugang von der Landsberger Allee 48–50, der Nebeneingang befindet sich in der Friedenstraße 80. Auch er wurde umgestaltet (nach 1945), die ursprünglich das Friedhofsareal kreuzende Diestelmeyerstraße verkürzte man auf das heutige Stück an der Matthiasstraße. Bei der Erstanlage hatten alle vier Friedhöfe nur von der Friedenstraße (damals Communication nach Frankfurt) einen Zugang. Den Eingang Landsberger Allee schuf die Stadtverwaltung erst zu Beginn des 20. Jahrhunderts. Später errichtete man auf dem Gelände in einem Flachbau die kommunale Friedhofsverwaltung für alle drei Anlagen. Im Zusammenhang mit dem Bau der UCI Kinowelt in den späten 1990er Jahren fiel eine weitere Teilfläche weg und entlang der Mauer zur Landsberger Allee wurde ein kleines Areal als Parkplatz für Besucher des Friedhofs freigegeben. Dieser wurde 2016 abgetreten und ist mittlerweile bebaut.
Von 1865 bis 1867 entstand auf dem hiesigen Georgen-Parochial-Friedhof II eine Friedhofskapelle (St. Georgen-Kapelle) mit angeschlossenem Leichenhaus nach Entwurf des Stadtbaumeisters Paul Erdmann. Es handelt sich um einen Backsteinbau im Rundbogenstil, angelehnt an italienische Vorbilder. Das Gebäudeensemble besteht aus einem Trauerbereich (Vorhalle und Saal mit Apsis) und der dreischiffigen angebauten Leichenhalle. Baufachleute ordnen den Architekturstil in eine Reihe mit den Potsdamer Bauten von Ludwig Persius und August Stüler ein. Der im 21. Jahrhundert umfassend sanierte Komplex gilt als eine der ältesten erhaltenen Friedhofskapellen in Berlin.
Auf diesem Friedhofsareal sind an der Nordostseite unter Einbeziehung der Rückwand eines früheren Wohnhauses (heute Ärztehaus Friedrichshain) zahlreiche sehr alte Grabmale und Familiengruften erhalten. Das älteste Grab in der gesamten Anlage ist das des Johann Carl Julius Albrecht (1794–1848), Steinmetzmeister, und seiner Frau († 1851). Es wird angenommen, dass Albrecht das Grabmal, einen Sandsteinquader auf Sockel mit einem kräftigen Gesims und obenauf mit einer gusseisernen Urne versehen, selbst gestaltet hat. Es befindet sich in der Südostecke des Friedhofs im Urnenhain „R“. Weitere nennenswerte und kunstvoll gestaltete Grabstätten sind für Anton Friedrich Büsching (das von Johann Gottfried Schadow geschaffene Grabmal befindet sich im Märkischen Museum, soll aber auf den Georgen-Parochial-Friedhof II zurückkehren), Otto Lange († 1929) direkt im Zugangsbereich an der Landsberger Allee mit einer Bronzefigur Die Trauernde vom Metallbildhauer Hans Dammann, Alfred Gyss, Bernhard Rose oder John Stave errichtet worden. Beigesetzt wurde hier 1991 auch der Schriftsteller Ronald M. Schernikau. Von besonderem architektonischem Aufwand ist das Mausoleum für den Holzhändler Ernst Carl Francke (1823–1895) und seine Familie, ein freistehender quadratischer Bau auf hohem Sockel, sandsteinverkleidet, bekrönt von einer Kuppel mit Tambour. Es wurde 1903 von Georg Kallmorgen (1862–1924) und Werner Lundt (1858–1938) errichtet. Zur Ausstattung gehörte eine siebenteilige Figurengruppe aus Bronze von Johann Bossard. Die Hauptfigur, eine Pieta, befindet sich noch in der Apsis des Mausoleums. Vier der Figuren „Vier Lebensalter“ stehen heute im Freien, um ein Brunnenbecken gruppiert, etwa 60 m südlich der Friedhofskapelle. Auf einer Fläche im Südostbereich wurden vier Sammelgräber für alle im Zweiten Weltkrieg Verstorbenen aus dem Einzugsbereich der Friedhöfe angelegt. Die beiden großen Rasenflächen tragen flachliegende Namenstafeln und auf jedem Feld gibt es am Weg aus Granit gefertigte Blöcke mit den eingemeißelten Namen der Toten. Je eine trauernde Skulptur unterstreicht diesen Bereich. Die Figur auf dem südlichen Feld ist eine Kopie einer Bronzeskulptur von Hans Dammann, aufgestellt an einer unverputzten Ziegelsteinmauer. Insgesamt gibt es auf den Kriegsgräberstätten auf diesem Friedhof 1050 Opfer von Krieg und Gewaltherrschaft.
Zahlreiche mit Ziergittern umgebene Grabstellen im Nordostbereich lassen inzwischen kaum noch die Namen der Bestatteten erkennen, auch von den Wandgrabstellen sind etliche inzwischen aufgegeben. Berichtenswert ist die Umnutzung einer sehr alten Familiengrabstätte an der Südwestwand: Die Gemeinde St. Marien hat hier eine „Gemeinschaftsanlage für die Verstorbenen der Suppenküche St. Marien/Mitte“ anlegen lassen, bei der auf einer polierten Tafel an der Rückwand die Namen von vier Personen (ohne Jahreszahlen) notiert sind.
Die Friedhofskapelle und das Mausoleum der Familie Francke stehen unter Denkmalschutz.

## Der nicht mehr erhaltene Friedhof
In der Pufendorfstraße, wo ein Hamburger Investor ab zirka 2020 einen Gebäudetrakt für 400 Wohnungen errichten will, stießen Archäologen bei vorbereitenden Grabungen auf die Reste von Berlins ehemals größtem Armenfriedhof. Die Fläche ist rund 17.500 Quadratmeter groß und grenzte, b.z.w. befand sich unter den Fundamenten des nicht mehr erhaltenen Böhmischen Brauhauses, von dem nur noch die alte Mälzerei erhalten ist. Seit Juli 2016 sucht die Privatfirma archaeofakt im Auftrag des Investors intensiv und vorsichtig das Areal ab. Aus Archivmaterialien war lediglich bekannt, dass hier vor den Toren Berlins zwischen den Jahren 1800 und 1881 eine erste kommunale Begräbnisanlage existiert hatte, auf der anfangs Opfer der Pest und Cholera in einfachen Holzsärgen bestattet worden waren. Später kamen die verstorbenen Armen der Stadt hinzu. Die genaue Lage des Friedhofs und die Anzahl der Bestattungen war jedoch nicht überliefert. Bis Ende Januar 2017 sind bereits 3500 Skelette aus 1500 Gräbern geborgen worden. Auffällig ist, dass die meisten Grabstätten dicht an dicht ausgehoben wurden, kaum 20 Zentimeter Boden liegen dazwischen. Medizinisch-anatomische Untersuchungen haben bereits ergeben, dass auch zahlreiche Anatomieleichen dabei sind, also Tote, die nach Obduktionen in Gemeinschaftsgräber kamen. Bis zum Sommer 2017 soll noch gearbeitet werden. Die namenlosen Toten werden dreidimensional vermessen, mit einem Spezialverfahren wird eine 3D-Rekonstruktion erstellt. Diese Untersuchungen sollen auch einen Teil der Zeitgeschichte deutlich machen: Lebens- und Todesumstände, grassierende Krankheiten, Behandlungsmethoden. Anschließend sollen alle gefundenen Personen auf einer Wiese des Friedhofs Plötzensee in einem Sammelbehältnis beigesetzt werden.

## Erreichbarkeit mit dem Öffentlichen Personennahverkehr
Der Haupteingang an der Landsberger Allee ist mit den Metrotramlinien M5, M6, M8, M10 und mit der S-Bahn Berlin (Linien S41, S42, S8 und S85) vom S-Bahnhof Landsberger Allee erreichbar. Die drei Friedhofseingänge in der Friedenstraße werden von den Omnibussen der Linie 142 bedient.